# 33061 Václavmorava
33061 Václavmorava este un asteroid din centura principală, descoperit pe 2 noiembrie 1997, de Jana Tichá și Miloš Tichý.